# 尚恩·紐康姆
尚恩·威廉·紐康姆（英語：Sean William Newcomb，1993年6月12日—），為美國職棒大聯盟的投手，目前效力於運動家，先前曾效力於勇士、小熊與紅襪等隊。他畢業於哈特福德大學，在2014年美國職棒大聯盟選秀被天使隊選中。

## 職業生涯

### 洛杉磯天使
2014年美國職棒大聯盟選秀，紐康姆在首輪15順位被天使隊選中。2015年，他從1A開季，並在季中升上2A。那年他在小聯盟的防禦率僅有2.38，168次三振為小聯盟第二多。

### 亞特蘭大勇士
2015年11月12日，天使隊將紐康姆、艾瑞克·艾巴和Chris Ellis交易到勇士隊，換來安德瑞爾頓·西蒙斯和José Briceño。隔年他在3A獲得球隊受邀參加大聯盟春訓。
紐康姆在2017年再次受邀參加大聯盟春訓，2017年，他在3A繳出2.97的防禦率。後來他在該年6月10日登上大聯盟，他主投6+1⁄3局送出7次三振失1分非自責分。整年他拿下4勝9敗，防禦率4.32。2018年7月29日，紐康姆對道奇投出8+2⁄3局的無安打比賽，可惜最後被克里斯·泰勒敲出安打破功。2018年，他的防禦率為3.91，不過他在球季末最後14場先發的防禦率高達5.50。
2019年，紐康姆成為第一位在勇士新主場投球的投手。他在前兩場先發都表現不錯，不過之後表現不穩，因此在4月中被下放小聯盟調整。6月15日，紐康姆重返先發輪值，不過他卻被強襲球擊中頭部提前退場。在休息10天後，紐康姆以後援身分登板。2020年，紐康姆經歷了生涯最糟的一年。整季防禦率高達11.20，僅送出10次三振。
2021年，紐康姆拿下2勝，防禦率4.73。這年勇士以88勝73敗成為國東冠軍，最後成功拿下世界大賽冠軍。2022年4月19日，勇士將紐康姆給指定讓渡。

### 芝加哥小熊
2022年4月20日，勇士將紐康姆交易到小熊，換來Jesse Chavez和現金。

## 個人生活
紐康姆在麻薩諸塞州出生長大，因此他自小就是紅襪隊的球迷。

## 外部連結
- 球員資訊和成績在MLB ，ESPN ，Retrosheet ，Baseball Reference ，Baseball Reference (Minors) ，Fangraphs ，The Baseball Cube （英文）
- 尚恩·紐康姆的X（前Twitter）
- 尚恩·紐康姆的Instagram帳戶